# Diasporus vocator
Espèce
Synonymes
- Eleutherodactylus vocator Taylor, 1955

Statut de conservation UICN

 LC  : Préoccupation mineure
Diasporus vocator est une espèce d'amphibiens de la famille des Eleutherodactylidae.

## Répartition
Cette espèce se rencontre du niveau de la mer à 1 220 m d'altitude au Costa Rica, au Panama et dans le nord-ouest de la Colombie.
Pour l'UICN cette espèce n'est pas présente en Colombie.

## Description
Les mâles étudiés par Hertz, Hauenschild, Lotzkat et Köhler en 2012 mesurent de 12,2 à 17,2 mm et les femelles de 13,6 à 15,7 mm.

## Publication originale
- Taylor, 1955 : Additions to the known herpetological fauna of Costa Rica with comments on other species. No. II. Kansas University Science Bulletin, vol. 37, no 1, p. 499-575 (texte intégral).